# Discord
Discord — кроссплатформенная проприетарная система мгновенного обмена сообщениями (мессенджер) с поддержкой VoIP и видеоконференций, предназначенная для использования различными сообществами по интересам.
Система наиболее популярна у геймеров и учащихся. Разработчиком является компания Discord Inc. (ранее — Hammer & Chisel) из Сан-Франциско. Настольное клиентское приложение на базе фреймворка Electron реализовано для Windows, macOS и Linux, мобильное приложение — для Android и iOS, также существует веб-клиент. Серверы мессенджера размещены в 11 центрах обработки данных в разных частях мира. По состоянию на 13 мая 2019 года в мессенджере было зарегистрировано более 250 млн участников при среднем ежемесячном онлайне в 56 млн пользователей.

## История
Концепцию Discord создали американский предприниматель Джейсон Ситрон и программист Станислав («Стэн») Вишневский, оба увлечённые геймеры. Ситрон в 2008 году выпустил мобильную игру Aurora Feint и позже со своими партнёрами доработал одну из сетевых функций этой игры до самостоятельной платформы OpenFeint — социального сервиса, который описывали как «Xbox Live для iPhone». В 2011 году сервис купила японская компания Gree; Ситрон некоторое время продолжал работать генеральным директором OpenFeint и в это время познакомился с Вишневским, в то время сотрудником Gree. У Вишневского также был опыт создания приложений и сайтов для нужд геймеров — он когда-то считался одним из лучших игроков в онлайн-игру Final Fantasy XI во всём мире и разрабатывал собственные инструменты для общения с товарищами по игре. В период своей работы в стартапах Кремниевой долины он создал игровую платформу Guildwork, предоставляющую хостинг для игровых онлайн-сообществ.
В 2012 году Ситрон и Вишневский основали компанию Hammer & Chisel, которая разрабатывала MOBA-игру для планшетов Fates Forever — она была выпущена в 2014 году. Игре не удалось добиться коммерческого успеха, и в конце 2014 года Вишневский предложил партнёру переориентировать компанию на разработку инструмента для голосового общения геймеров во время игр. Изначально компания получила финансирование с помощью программы поддержки стартапов YouWeb’s 9+, затем привлекла инвестиции от Benchmark и Tencent. Разработчики стремились создать программу для связи с низкой задержкой, которая включала бы в себя лучшие аспекты других VoIP-приложений, таких как Skype и TeamSpeak.
Сервис был популяризирован киберспортсменами, включая известных пользователей Twitch.tv, и игровыми сообществами, такими, как Star Citizen.
В начале 2016 года количество зарегистрированных пользователей достигло более 11 млн человек, при этом ежемесячный прирост пользователей составлял 2 млн.
В октябре 2017 года был добавлен видеочат, а также функция показа экрана, по состоянию на 2018 год максимальное количество людей в видеобеседе составляет 10 человек. 11 марта 2020 года компания временно во время самоизоляции увеличила максимальное количество людей в видеобеседе до 50 человек.
По состоянию на 2023 год каждый пользователь может установить приложение бесплатно, но 23 января 2017 года была добавлена платная подписка «Discord Nitro», позволяющая выбрать персональный ярлык для учётной записи, установить анимированный аватар и использовать анимированные эмодзи, а также повысить качество изображения при демонстрации экрана и лимит размера загружаемого файла с 25 до 500 МБ (50 МБ в Nitro Basic). Уже в 2021 появилась возможность изменять профильное изображение (banner), «бустить» серверы (за счёт «Nitro-бустов» открывать новые возможности для участников сервера), а к эмодзи добавились стикеры (есть стандартные, а есть те, которые добавляют на серверах за «Nitro-бусты»).
Создатель Discord Джейсон Цитрон объявил, что платформа больше не будет опираться исключительно на геймеров и теперь будет привлекать людей с самыми разными вкусами и интересами.
В мае 2021 года Discord объявил об изменении дизайна. Цвет фона логотипа был заменён со светло-фиолетового на синий, также был обновлён шрифт (как на логотипе, так и в приложениях на ПК), а символ Discord по имени Клайд стал меньше и аккуратнее (сами создатели заявили, что старый логотип был даже не симметричным).
Пользователи неоднозначно приняли эти изменения, говоря о том, что Discord пошёл на поводу у рынка в сторону упрощения своего стиля, из-за чего лишился своей уникальности.
В октябре 2022 года Nitro Classic был заменён на Nitro Basic.
В начале 2024 года Discord поддержал глобальную тенденцию на массовые увольнения в IT- индустрии, сократив 17 % штата (около 170 человек).
В сентябре 2024 года сервис внедрил сквозное шифрование аудио- и видеозвонков E2EE, применяемое в ряде известных мессенджеров. Технология получила название Discord Audio and Video End-to-End Encryption или сокращённо DAVE.
28 апреля 2025 года Джейсон Ситрон покидает пост генерального директора компании, а на его место приходит Хумам Сахнини, бывший глава студии King, известной разработкой игры «Candy Crush Saga».

## Особенности
Приложение позволяет организовывать голосовые конференции с настройкой канала связи и работать по принципу push-to-talk, создавать публичные и приватные чаты для обмена текстовыми сообщениями.
При включении режима «стример» скрывается вся личная информация, отключаются звуки и уведомления на рабочий стол. Включается режим автоматически (при запуске программ для трансляций, например, Open Broadcaster Software), также режим можно включить или отключить вручную.
Для аудио используется кодек Opus, который имеет возможности эхоподавления, шумоподавления и автоматической регулировкой усиления. Для видео используется кодек VP8.
Функция «оверлей» обеспечивает возможность переключаться между каналами на сервере, серверами и групповыми чатами, увеличивать или уменьшать звук участников канала или личных сообщений по отдельности, включать и выключать микрофон и звук. Работает в большинстве игр на DirectX, OpenGL и OpenGL+.
Поддерживается назначение «горячих клавиш».
Реализована функция отключения уведомлений, возможно отключить уведомления на мобильное устройство при бездействии на компьютере. Есть возможность включить озвучивание уведомлений. Можно заглушить отдельные серверы. Поддержан поиск по чату личных сообщений или каналам сервера.
В текстовом чате поддерживаются вложение в сообщение файлов, вставка ссылок (для некоторых сайтов работает предпросмотр), форматирование текста, эмодзи, запись голосовых сообщений.
В приложении можно настроить цветовое оформление интерфейса из предложенных вариантов и его масштаб.

### Инструменты и боты для разработчиков
В декабре 2016 года компания представила GameBridge API, который позволяет разработчикам игр интегрировать Discord непосредственно в свои проекты.
В декабре 2017 года Discord добавил набор инструментов для разработки программного обеспечения, который позволяет программистам интегрировать игры с сервисом. Данная функция, получившая название Rich Presence, используется для того, чтобы игроки могли присоединяться к взаимным играм с помощью Discord или отображать информацию об игровом прогрессе пользователя в его профиле сервиса.
Боты — это созданные сообществом инструменты для автоматизации определённых задач. Они устанавливаются владельцами серверов и помогают в модерации, проведении мини-игр и выполнении множества других заданий. По данным на 2021 год, насчитывалось около 430 тысяч ботов, активных примерно на 30 % от общего числа серверов. Discord предлагает официальный API для ботов, который позволяет создавать пользовательские элементы, такие как выпадающие окна и кнопки. Весной 2022 года Discord опубликовал официальный «каталог приложений», в котором владельцы серверов могут найти и подключить ботов к своим серверам в сервисе. The Verge назвал ботов «важной частью Discord».

### Неофициальные модификации
Несмотря на то, что Discord не допускает использование модификаций, для него было создано множество неофициальных расширений. К примеру, BetterDiscord — это модификация с открытым исходным кодом, устанавливаемая поверх официального клиента, которая позволяет расширить стандартную функциональность приложения с помощью плагинов. Эти плагины могут либо расширять существующие функции, либо добавлять новые возможности, которые не предусмотрены Discord. Например, один из плагинов позволяет пользователям бесплатно использовать скины, а другой — увеличивать громкость голосовых вызовов сверх стандартной. BetterDiscord в целом получил положительные отзывы, хотя издание PC Gamer отметило, что он подвержен сбоям и ошибкам. Разработчики BetterDiscord утверждают, что пользователи модификации не будут наказаны со стороны Discord, если они не используют дополнительные расширения, нарушающие условия обслуживания мессенджера.

## Критика и споры

### Блокировка
27 января 2021 года Discord заблокировал подраздел r/WallStreetBets на сайте Reddit во время cкачка цен на акции GameStop, ссылаясь на «ненавистный и дискриминационный контент», показавшийся пользователям спорным. Спустя сутки Discord позволил создать другой сервер и начал содействовать в его модерировании.

### Цензура
В сентябре 2024 года, согласно данным издания «Коммерсантъ», Роскомнадзор планировал заблокировать мессенджер из-за неудовлетворённого требования удалить запрещённый контент с площадки. 8 октября 2024 года Discord был заблокирован на территории Российской Федерации за нарушение требований законодательства.
По решению первого мирового суда Анкары, спустя несколько часов после блокировки со стороны России, Турция также заблокировала Discord.
В Китае Discord заблокирован «Великим китайским файрволом». Сотрудники китайской полиции разыскивают и допрашивают людей, оставляющих на платформе комментарии на темы, которые считаются деликатными или критикующими правительство.